# Orlando Gomes
Orlando Gomes (Salvador, 7 de dezembro de 1909 — 29 de julho de 1988) foi um jurista brasileiro.

## Biografia
Orlando Gomes dos Santos nasceu em 7 de dezembro de 1909, natural de Salvador, Bahia, filho de Mário Gomes dos Santos e Amélia Pereira Soares dos Santos. Cursou o 1º e o 2º graus no Colégio Nossa Senhora da Vitória, dos Irmãos Maristas. Formou-se pela Faculdade de Direito da Bahia em dezembro de 1930, com apenas 21 anos.
Teve toda a vida consagrada ao Direito, sua prática, magistério e estudo. Autor de dezenas de livros, deixou um legado doutrinário que se faz leitura obrigatória para o estudo jurídico no Brasil, nos campos do direito civil, direito do trabalho e ainda da sociologia jurídica.
Em 1931 prestou concurso para a Cátedra de Introdução ao Estudo do Direito, na antiga Faculdade de Direito da Bahia (atualmente pertencendo à Universidade Federal da Bahia), perdendo a vaga para o contemporâneo e também grande jurista Nestor Duarte. Em 1934, porém, foi convocado para ali lecionar.
Em 1937 foi preso pelo Estado Novo, por haver falado da União Soviética em suas aulas. Pouco afeito à política, admirador do marxismo, experimentou na ilha de Fernando de Noronha a prisão por suas idéias, tornando-se defensor do estado democrático.
Em 1961 foi Diretor da Faculdade de Direito, quando em sua gestão foi construída a sede atual desta instituição de ensino jurídico.
Foi membro da Cadeira 16 da Academia de Letras da Bahia, tendo sido eleito no ano de 1968, na qual se sucederam, desde a sua fundação, os juristas Nabuco de Araújo (patrono da Cadeira), Eduardo Espínola e ele.  Em 1983, juntamente com demais juristas da Bahia, foi membro fundador da Academia de Letras Jurídicas da Bahia, ocupando até seu falecimento, em 1988, a cadeira 13. Foi fundador da Cadeira 1 da Academia Brasileira de Letras Jurídicas. 

## Lugar no Direito

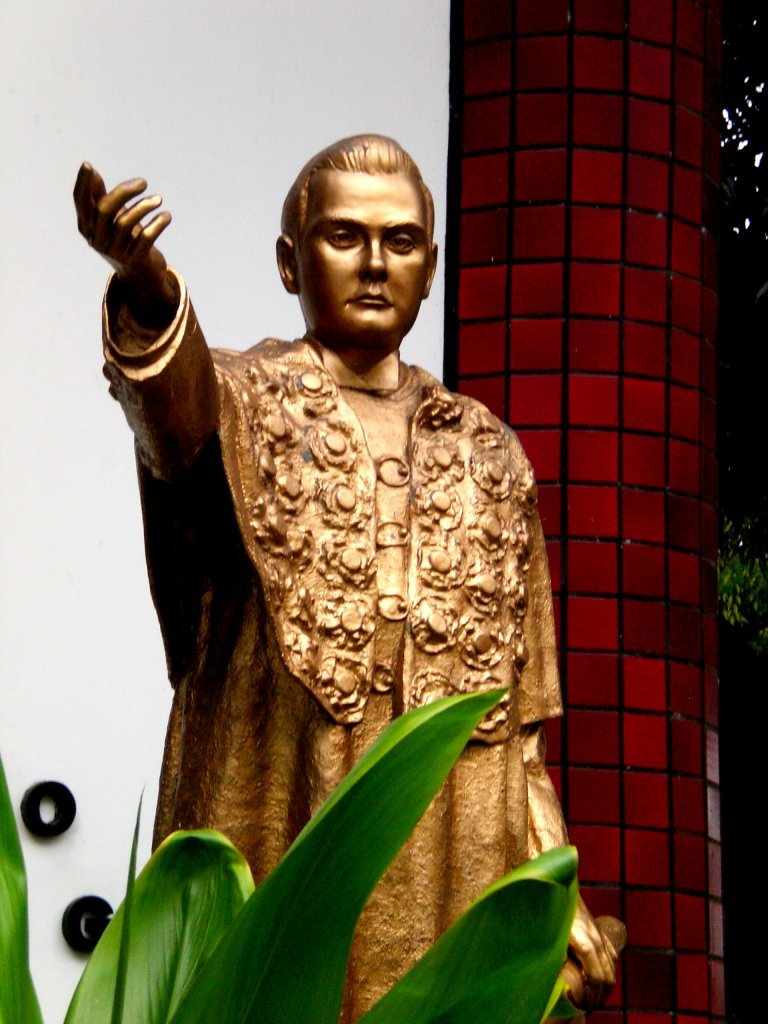
Estátua do jurista, em frente à Fundação Orlando Gomes

A importância do pensamento jurídico de Orlando Gomes, no Brasil, é grande no direito civil.
É a concisão de sua escrita ajustada à capacidade de análise crítica do Direito que lhe concederam a mestria singular.
De algum modo, pode-se dizer que umas das distinções literárias desse Professor, em face de outros juristas, é sua forma regionalista que tanto lhe é peculiar. A literatura jurídica, comumente, é impregnada de jurisdicês; a formalidade, por vezes, não dá espaço para o que é regional. Orlando Gomes disso lançou-se mão, bem como de metáforas que dão algum tipo de musicalidade como em: "… uma onda de pessimismo espraia-se sobre as areias da juridicidade".
Em suas obras alastram-se referências à doutrina, em especial a estrangeira, elemento este não tão intensamente presente nos manuais. Isso importa distinção. No âmbito do direito civil é notória a inserção de ensinamentos dos professores franceses Planiol, Durand, dos alemães Dernburg, Larenz, von Tuhr, Enneccerus, Kipp e Wolf, e mais ainda de Barasi, Trabucchi, e outros.
Por essas e outras razões, foi designado juntamente com o Professor Caio Mário da Silva Pereira e outros juristas da época, para apresentarem Anteprojeto ao Código de Obrigações de 1965, que por questões político-militares não logrou êxito, apesar de toda perfeição.

## Homenagens

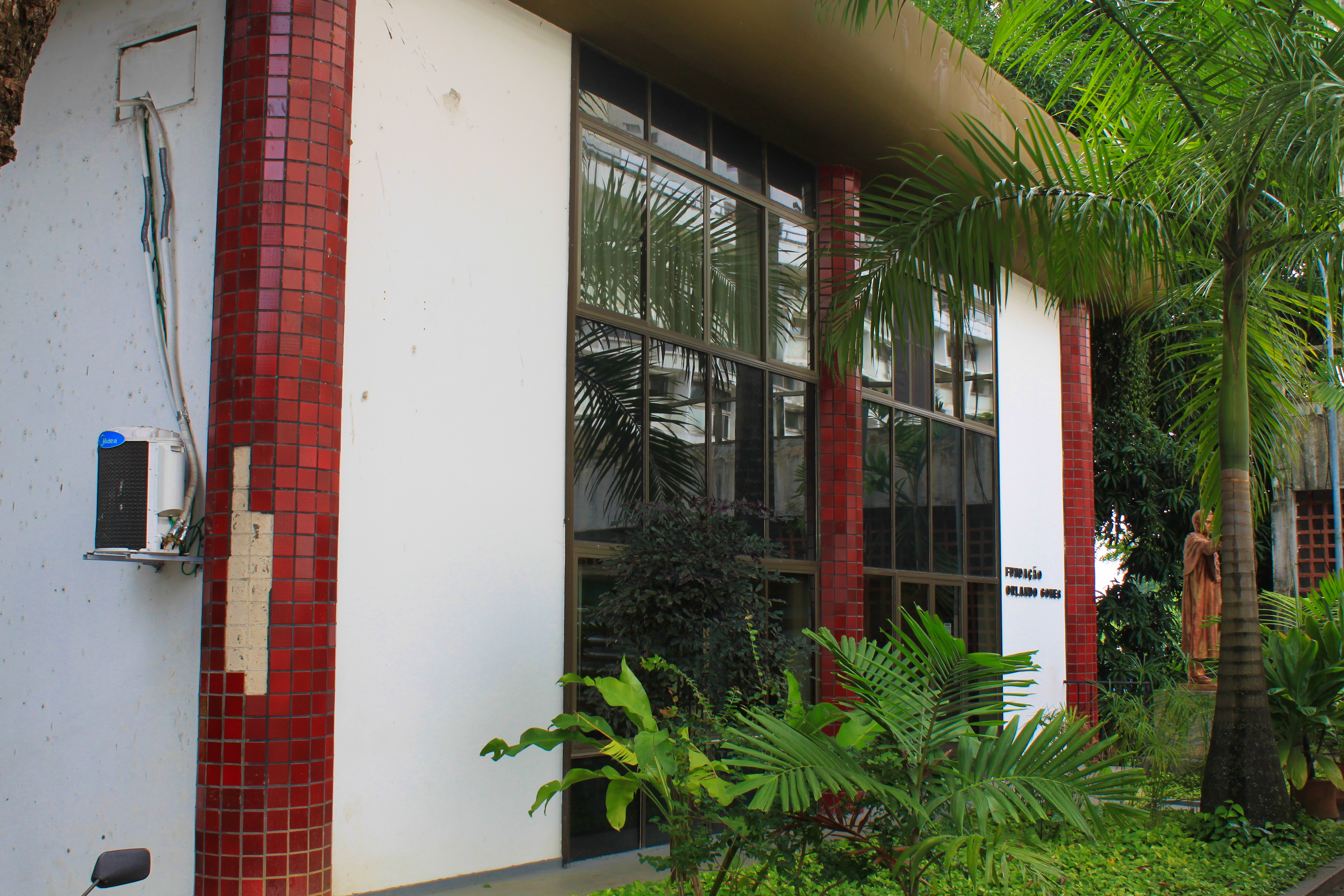
Fachada da Fundação

Orlando Gomes é um nome cultuado na capital baiana. Cidade onde está situada a Fundação Orlando Gomes, em prédio anexo ao da Faculdade de Direito da UFBA, iniciativa do próprio jurista, já perto de sua morte. Outras homenagens recebidas:
- Doutor Honoris Causa da Universidade de Coimbra (1982);
- Fórum Orlando Gomes - sede da Justiça do Trabalho, em Juazeiro;
- Escola Superior de Advocacia Orlando Gomes - da OAB, secção Bahia;
- Edifício Orlando Gomes - Sede da Advocacia Geral da União, em Salvador.
- Avenida Orlando Gomes - Ligação entre a avenida Paralela e a Orla de Salvador
- Praça Orlando Gomes, em Estância - SE